# Thalictrum trichopus
Thalictrum trichopus är en ranunkelväxtart som beskrevs av Adrien René Franchet. Thalictrum trichopus ingår i släktet rutor, och familjen ranunkelväxter. Inga underarter finns listade i Catalogue of Life.